# Alfa Romeo Grand Prix
L'Alfa Romeo Grand Prix est une voiture de compétition produite par Alfa Romeo de 1914 à 1921. Elle est basée sur l'Alfa Romeo 40-60 HP.

## Histoire
Le règlement de course de 1914 autorisait les moteurs d’une cylindrée allant jusqu’à 4,5 litres et d’un poids maximum de 1100 kg.
Le moteur à quatre cylindres, qui avait déjà été développé en 1913, avait un alésage de 100 mm et une course de 143 mm.  À partir des 4492 cm³, le moteur développait initialement 88 ch à 2950 tr/min. Plus tard, le moteur a été révisé et a ensuite délivré 102 ch à 3000 tr/min. Le taux de compression de 5,55:1 semble très faible du point de vue d’aujourd’hui, mais ne pourrait pas être encore augmenté en fonction du carburant de l’époque. La boîte de vitesses à quatre vitesses avait les gradations suivantes : 1ère vitesse 1:3.5 2ème vitesse 1:2.4 3ème vitesse 1:1.6 4ème vitesse 1:1.
Le rapport d’essieu sur l’essieu arrière avait de 15 à 49 dents. La capacité du réservoir était de 120 litres, la capacité d’huile du moteur était de 14 litres et le système de refroidissement par eau avait une capacité de 12 litres. Les pneus avaient les dimensions 860 x 160 mm.

## Chiffres de production Alfa Romeo Grand Prix
| Année                 | 1914 | total |
| --------------------- | ---- | ----- |
| Alfa Romeo Grand Prix | 1    | 1     |